# Latchford, Kanada
Latchford är en ort i Kanada.   Den ligger i provinsen Ontario, i den sydöstra delen av landet, 400 km nordväst om huvudstaden Ottawa. Latchford ligger 282 meter över havet och antalet invånare är 387. Den ligger vid sjön Bay Lake.
Terrängen runt Latchford är huvudsakligen platt. Latchford ligger nere i en dal. Trakten runt Latchford är nära nog obefolkad, med mindre än två invånare per kvadratkilometer.. Närmaste större samhälle är Temiskaming Shores, 19,4 km norr om Latchford. 
I omgivningarna runt Latchford växer i huvudsak blandskog.